# First Daze Here (The Vintage Collection)
First Daze Here (The Vintage Collection) – drugi album kompilacyjny doom metalowego zespołu Pentagram wydany 19 lutego 2002 roku przez wytwórnię Relapse Records.

## Lista utworów
1. „Forever My Queen” – 2:24
2. „When the Screams Come” – 3:00
3. „Walk in the Blue Light” – 5:36
4. „Starlady” – 5:15
5. „Lazylady” – 3:48
6. „Review Your Choices” – 2:58
7. „Hurricane” – 2:05
8. „Livin' in a Ram's Head” – 2:17
9. „Earth Flight” – 2:51
10. „20 Buck Spin” – 4:57
11. „Be Forewarned” – 3:28
12. „Last Days Here” – 6:08

## Twórcy
| Pentagram w składzie - Bobby Liebling – wokal, gitara (5, 11) - Greg Mayne – gitara basowa - Vincent McAllister – gitara - Geof O’Keefe – perkusja - Randy Palmer – gitara rytmiczna (8, 9) - Marty Iverson – gitara (4) | Personel - Cameron Davidson – zdjęcia - Orion Landau – projekt okładki - Dave Shirk – mastering - Chris Kozlowski – remastering, produkcja |